# Flügelbutt
Der Flügelbutt (Lepidorhombus whiffiagonis), auch Scheefschnut genannt, ist ein Plattfisch aus der Familie der Steinbutte (Scophthalmidae). Er kommt im nordöstlichen Atlantik von Island bis Kap Bojador an der Küste der Westsahara, im westlichen Mittelmeer, in der Nordsee und im Skagerrak vor.

## Merkmale
Der Flügelbutt erreicht eine durchschnittliche Länge von 25 cm, größere  Exemplare können eine Maximallänge von 60 cm erreichen. Der Körper ist dünn und halb durchsichtig. Wie bei allen Steinbutten liegen seine Augen auf der linken Körperseite. Die Rückenflosse beginnt näher an der Maulspitze als am vorderen Rand des oberen Auges. Sie wird von 85 bis 94 Flossenstrahlen, die Afterflosse von 64 bis 74 Flossenstrahlen gestützt. Auf der Augenseite sind die Schuppen rau, auf der Blindseite hingegen glatt. Die Seitenlinie verläuft in einem deutlichen Bogen oberhalb der Brustflosse. Die Bauchflossen sind nicht mit der Afterflosse zusammengewachsen.

## Lebensweise
Der Flügelbutt lebt in Tiefen von 100 m bis 400 m, im Ionischen Meer bis 700 m, auf Weichböden. Er ernährt sich von kleinen bodenbewohnenden Fischen, Kopffüßern und Krebstieren. Die atlantische Population laicht von März bis Juni in tiefem Wasser südlich von Island und westlich der Britischen Inseln. Die Eier haben einen Durchmesser von einem Millimeter, nach etwa einer Woche schlüpfen die Larven. Sie leben zunächst pelagisch und gehen bei einer Länge von 20 mm zum Bodenleben über.

## Nutzung
Wirtschaftlich ist der Flügelbutt von geringer Bedeutung und nur zufälliger Beifang in der Schleppnetzfischerei. Gelegentlich wird er auch von Anglern gefangen. Grundsätzlich ist Flügelbutt für den Verzehr geeignet, ist aber nicht häufig als Speisefisch zu finden.